# Jean-Michel Richeux
Jean-Michel Richeux (Plévenon, 9 november 1948) is een voormalig Frans wielrenner die gespecialiseerd was in de cyclocross.
Jean-Michel Richeux was de jongere broer van Alfred Richeux, ook een oud-wielrenner.

## Overwinningen
1971
- Frans kampioen veldrijden, Elite
- Cyclocros van Lanarvilly

1972
- Frans kampioen veldrijden, Elite
- Cyclocros van Lanarvilly

## Grote rondes
Geen